# Affori
Affori ([ˈaffori], lombardisch Affer [ˈafer] oder Affor [ˈafur]) ist ein Stadtteil der norditalienischen Großstadt Mailand. Er befindet sich im Norden der Stadt und gehört zum 9. Stadtbezirk.

## Geschichte
Die Ursprünge des Dorfes sind bis heute wenig bekannt: erstmals wurde Affori im Jahre 1346 erwähnt.
Die Bedeutung des Ortes blieb für Jahrhunderte gering: viel wichtiger war das Nachbardorf Bruzzano, das an der alten Straße Comasina lag (die heutige Via Giuditta Pasta) und an dessen Pfarrbezirk Affori untergeordnet war.
Erst um 1800, nach dem Bau der neuen Comasina die über Affori verlief (die heutige Via Alessandro Astesani) gewann Affori an Bedeutung.
1808 wurde Affori per Napoleonischen Dekret mit vielen anderen Vororten nach Mailand eingemeindet. Mit der Wiederherstellung des Österreichischen Herrschafts wurde die Gemeinde Affori 1816 wieder selbstständig.
An der Gründung des Königreichs Italien (1861) zählte Affori schon 2243 Einwohner. 1868 wurden die Gemeinden Bruzzano dei Due Borghi, Dergano und Bresso nach Affori eingemeindet; letztere wurde 1884 wieder selbstständig.
Wegen des immer stärkeren demografischen Zuwachses der Vororte von Mailand (die Gemeinde Affori hatte mit ihren Ortsteilen laut Zensus von 1921 20.296 Einwohner) entschloss sich 1923 die neugewählte faschistische Regierung, das sogenannte Grande Milano („Groß-Mailand“) zu gründen, das mit dem Königlichen Dekret Nr. 1912 vom 2. September in Kraft trat. Seitdem gehört Affori zu Mailand.

## Bilder

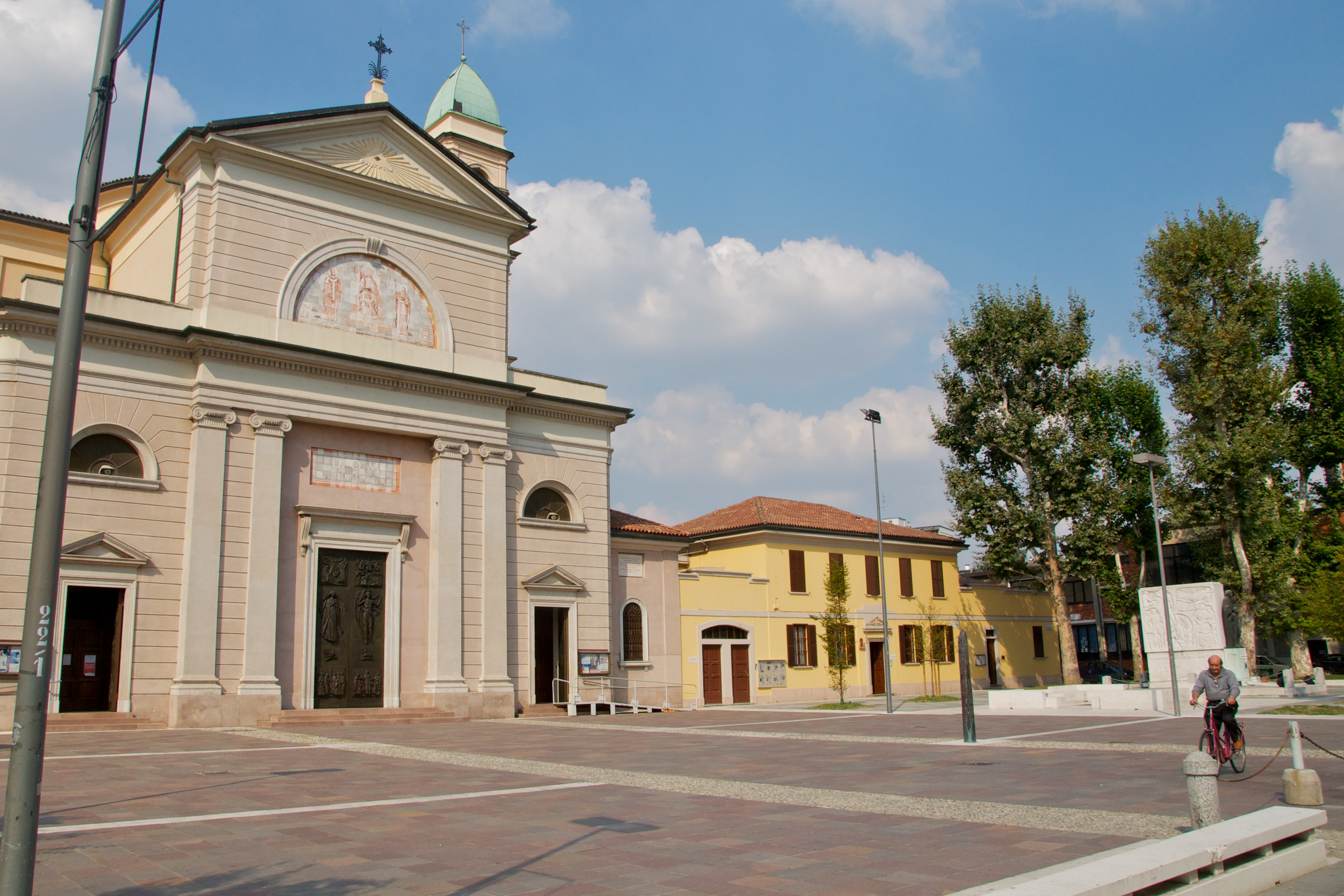
Der Hauptplatz mit der Pfarrkirche Santa Giustina
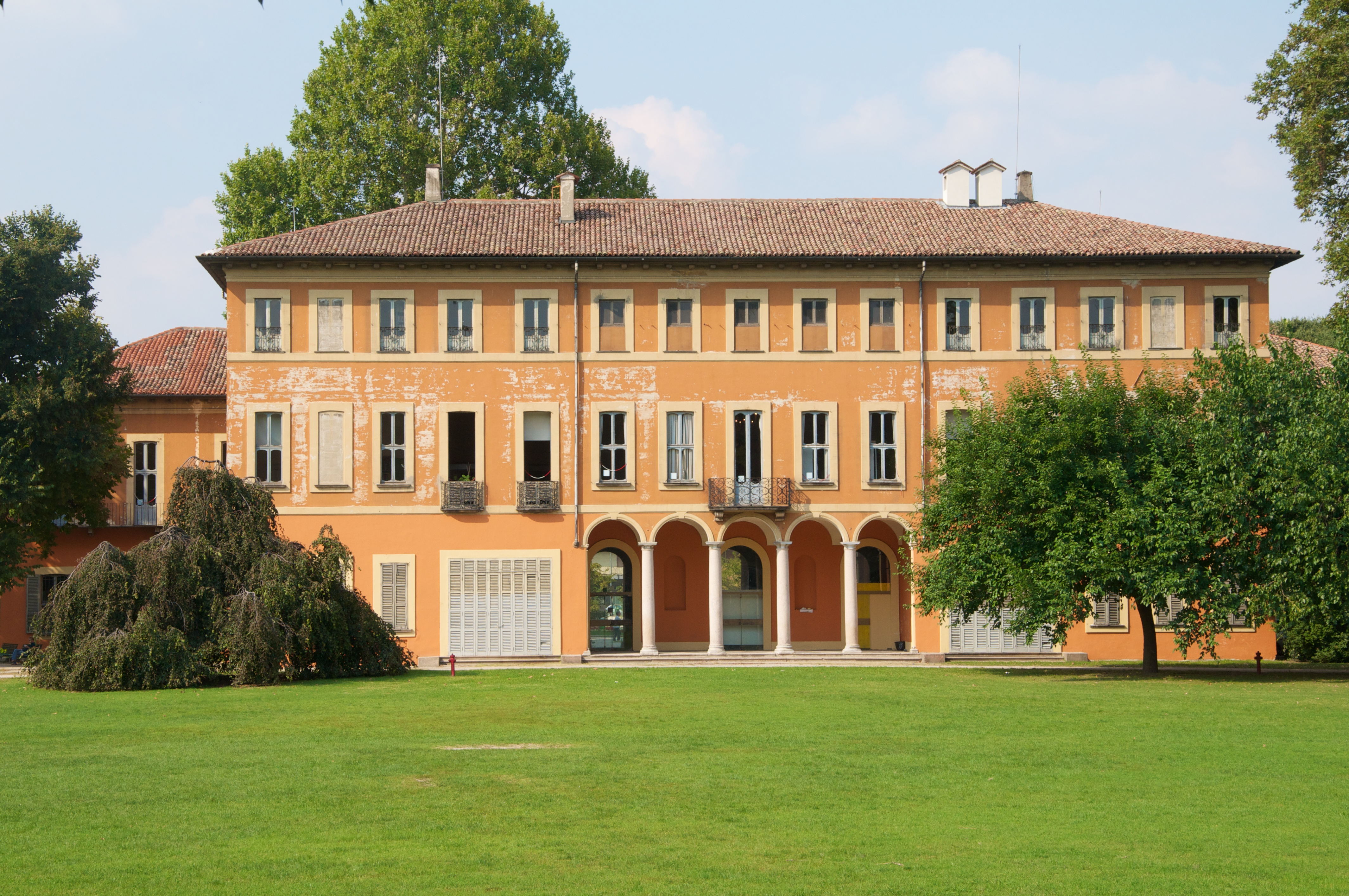
Die Villa Litta
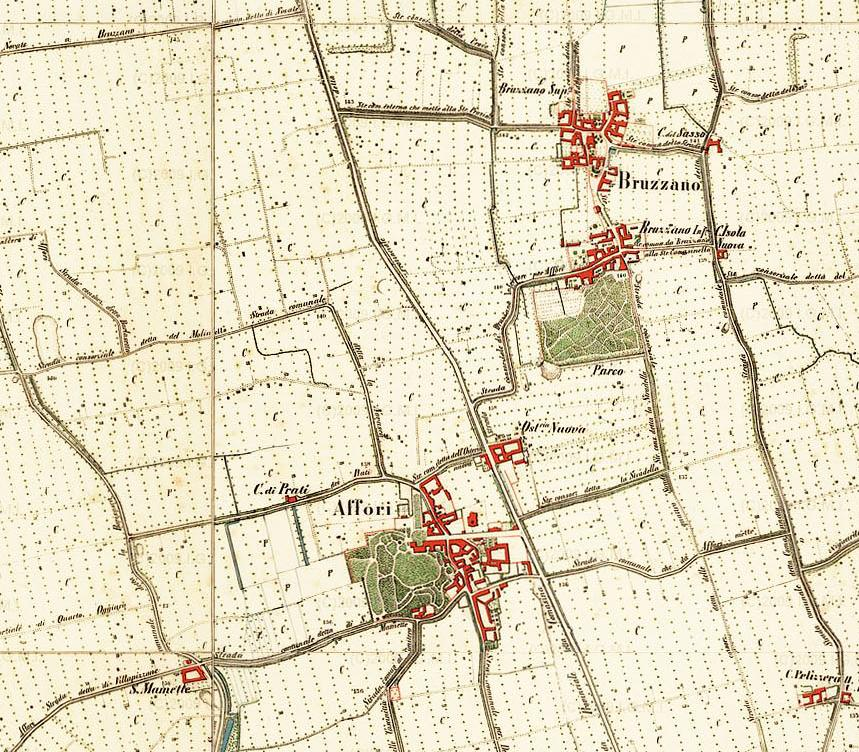
Landkarte von Affori und Bruzzano in 1878